# Malé Bradlo
Malé Bradlo (również Hnědý vrch ; historyczna nazwa niem. Kleiner Loch Berg) – szczyt (góra) o wysokości 1044 m n.p.m. (podawana jest też wysokość 1044,0 m n.p.m. , 1043 m n.p.m.  lub 1043,6 m n.p.m. ) w paśmie górskim Wysokiego Jesionika (cz. Hrubý Jeseník), w północno-wschodnich Czechach, w Sudetach Wschodnich, na Śląsku, w obrębie gminy Bělá pod Pradědem, oddalony o około 9,6 km na północ od szczytu góry Pradziad (cz. Praděd). Rozległość góry (powierzchnia stoków) szacowana jest na około 6,4 km², a średnie nachylenie wszystkich stoków wynosi około 12°.

## Charakterystyka

### Lokalizacja
Góra Malé Bradlo położona jest w północnym rejonie całego pasma Wysokiego Jesionika, leżąca w części Wysokiego Jesionika, w północnym obszarze (mikroregionu) o nazwie Masyw Orlíka (cz. Medvědská hornatina), położoną na ramieniu bocznym tego Masywu, na grzbiecie góry Jelení loučky, ciągnącym się od góry Jelení kameny do góry Kamenec (3). Jest górą o kopulastym kształcie części szczytowej i nieco wydłużonym grzbiecie głównym na kierunku północ – południowy zachód, trudno rozpoznawalną z dalszych odległości, natomiast stosunkowo dobrze widoczną z wachlarza kierunków od zachodnich do północnych, szczególnie z biegnących szlaków turystycznych na sąsiednich stokach gór m.in. takich jak: Velké Bradlo czy Ostruha. W celu lepszej lokalizacji tej góry można dodać, że w odległości około 3,7 km na zachód od jej szczytu przebiega droga krajowa nr 44 na trasie Jesionik (cz. Jeseník) – Šumperk. Jest szczytem słabo widocznym m.in. z drogi okalającej połać szczytową góry Pradziad (widoczny na prawo od szczytu Lysý vrch), a z innego charakterystycznego punktu widokowego – z drogi okalającej szczyt góry Dlouhé stráně jest niewidoczny, bo przysłonięty górą Malý Jezerník.
Górę ograniczają: od południa przełęcz U ztraceného w kierunku szczytu Děrná, od wschodu dolina potoku Hraniční potok, od północy dolina potoku Šumný potok, od północnego zachodu mało wybitna przełęcz o wysokości 787 m n.p.m. w kierunku szczytu Kamenec (3) oraz od południowego zachodu i zachodu dolina potoku Borový potok. W otoczeniu góry znajdują się następujące szczyty: od północy Dlouhá hora, od północnego wschodu Srnčí vrch, Velké Bradlo–Z i Velké Bradlo, od wschodu Ostruha, od południa Děrná, od południowego zachodu Ztracený vrch, Kamzičí skála (1) i Zaječí hora, od zachodu Nad Borovým, Šumná–JV i Šumná oraz od północnego zachodu Kamenec (3).

### Stoki
Górę charakteryzuje znaczna rozciągłość jej stoków, szczególnie w kierunkach od zachodniego do północnego. W obrębie góry można wyróżnić siedem następujących zasadniczych stoków:
- wschodni o nazwie Tokaniště
- północno-wschodnie o nazwach: Na Soutoku, Zadní Šumná
- północny o nazwie Šumná
- północno-zachodnie o nazwach: Přední Šumná, Klín
- zachodnie o nazwach: V Loučanském, Na Vyhlídce
- południowo-zachodnie o nazwach: Spálená, Hraniční
- południowy

Występują tu wszystkie typy zalesienia: bór świerkowy, las mieszany oraz las liściasty, przy czym zdecydowanie dominuje zalesienie borem świerkowym. Na niemalże wszystkich stokach – oprócz stoku południowego – poza borem świerkowym występują znaczne obszary pokryte lasem mieszanym, a wraz z obniżaniem wysokości pojawiają się nawet obszary pokryte lasem liściastym (oprócz stoków wschodniego i południowego). Niemalże wszystkie stoki charakteryzują się znaczną zmiennością wysokości zalesienia, z występującymi licznymi polanami, pasmowymi przecinkami i przerzedzeniami. Na stokach: wschodnim, północno-wschodnim i północnym położone są pojedyncze skaliska. Na stokach tych oraz dodatkowo na stokach północno-zachodnich występują liczne grupy skalne. Ponadto na stoku północno-zachodnim i zachodnim występują obszary głazowisk. 
Stoki mają stosunkowo niejednolite, na ogół łagodne i zróżnicowane nachylenia. Średnie nachylenie stoków waha się bowiem od 3° (stok południowy) do 21° (stok północno-wschodni). Średnie nachylenie wszystkich stoków góry (średnia ważona nachyleń stoków) wynosi około 12°. Maksymalne średnie nachylenie stoku wschodniego na wysokościach około 900 m n.p.m. (blisko grup skalnych), na odcinku 50 m nie przekracza 45°. Stoki pokryte są siecią licznych dróg (m.in. Klínová cesta, Spojená cesta czy Srpnová cesta) oraz na ogół nieoznakowanych ścieżek i duktów. Przemierzając je zaleca się korzystanie ze szczegółowych map, z uwagi na zawiłości ich przebiegu, zalesienie oraz zorientowanie w terenie.

### Szczyt

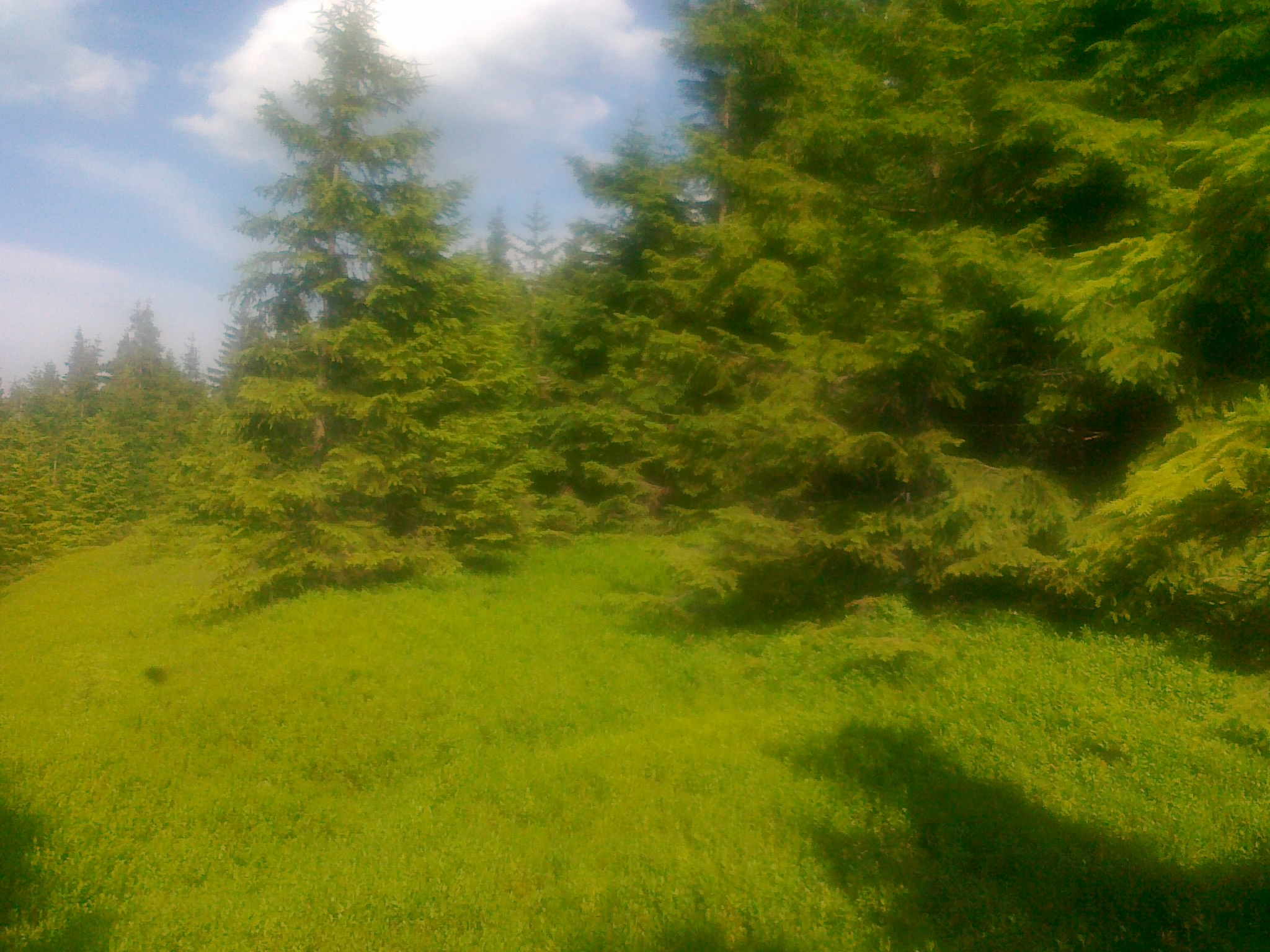
Widok na połać szczytową góry Malé Bradlo (2015 rok)

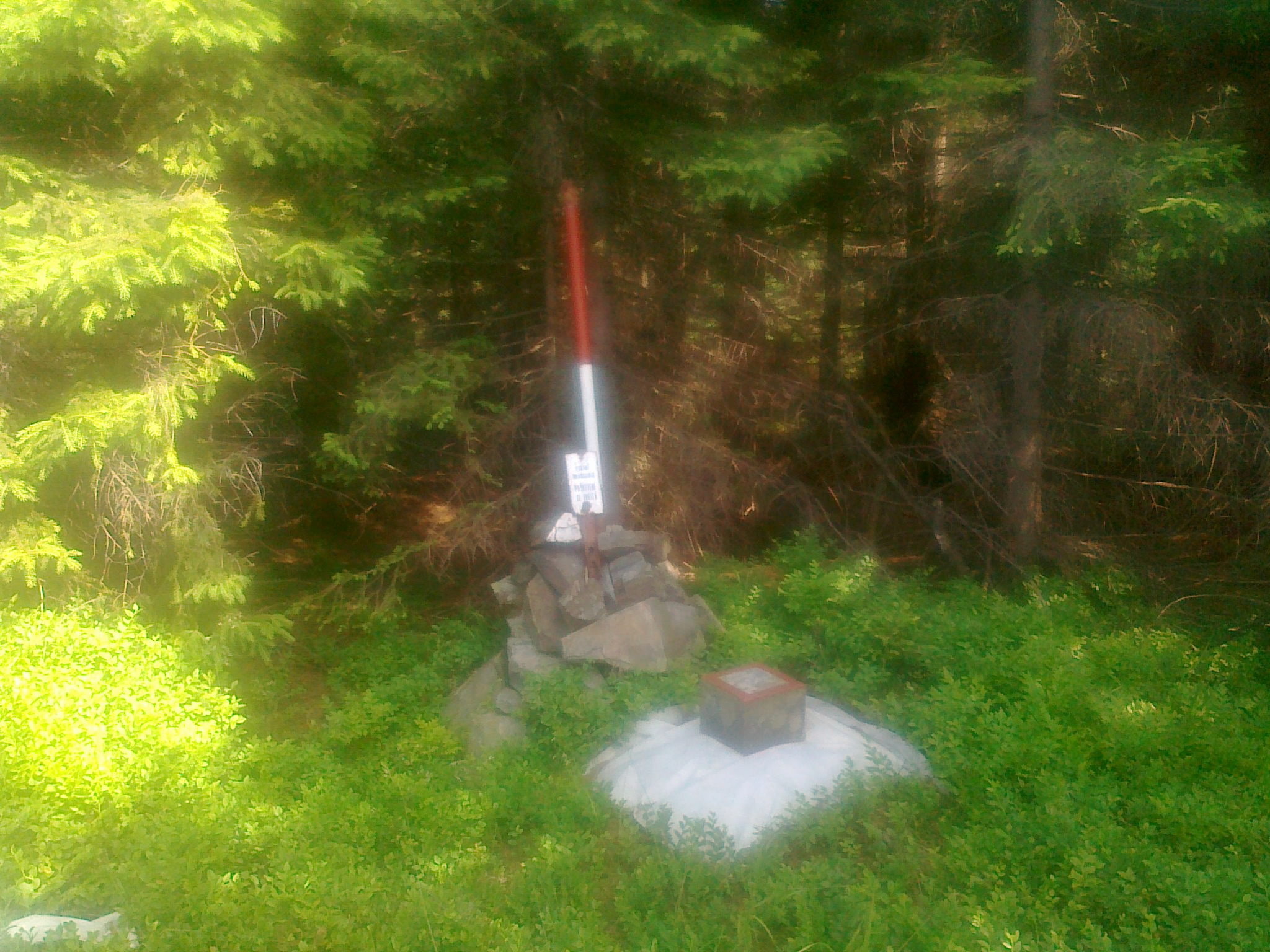
Punkt geodezyjny na połaci szczytowej góry Malé Bradlo (2015 rok)

Na szczyt nie prowadzi żaden szlak turystyczny. Malé Bradlo jest górą o pojedynczym szczycie. Szczyt góry znajduje się na skraju niewielkiej polany wśród zalesienia borem świerkowym, pokrytej w większości borówką czarną i jest punktem widokowym z perspektywami w kierunku południowo-zachodnim i zachodnim na szczyty Masywu Keprníka (widoczne są m.in. szczyty: Červená hora, Vozka, Keprník czy Šerák). Na połaci szczytowej znajduje się punkt geodezyjny, oznaczony na mapach geodezyjnych numerem (29.), o wysokości 1043,55 m n.p.m. oraz współrzędnych geograficznych (50°10′07,68″N 17°14′53,33″E/50,168800 17,248147), z widocznym koło niego stalowym słupkiem, pomalowanym w poziome pasy biały i czerwony, oddalony o około 20 m na północny wschód od szczytu. Państwowy urząd geodezyjny o nazwie (cz. Český úřad zeměměřický a katastrální (CÚZK)) w Pradze podaje jako najwyższy punkt góry – szczyt – o wysokości 1044,1 m n.p.m. i współrzędnych geograficznych (50°10′07,4″N 17°14′52,5″E/50,168722 17,247917).  
Dojście na szczyt następuje z zielonego szlaku rowerowego , oraz przełęczy U ztraceného w pobliżu skrzyżowania turystycznego o nazwie Spálená. Z przełęczy tej (w pobliżu widocznego domku dokarmiania zwierzyny leśnej) biegnie nieoznakowana droga (w odległości około 220 m od skrzyżowania Spálená) w kierunku północnym, którą należy przebyć odcinek o długości około 580 m, po czym należy skręcić na napotkanym skrzyżowaniu w prawo, idąc dalej odcinek o długości około 180 m do kolejnego skrzyżowania, na którym należy skręcić w słabo eksponowaną ścieżkę w prawo, idąc nią prosty odcinek o długości około 250 m, dochodząc orientacyjnie do polany szczytowej. Należy dodać, że ostatnie około 100 m długości podejście jest bardzo strome po kamienistym stoku z nachyleniem sięgającym 30°. Możliwe jest również dojście alternatywne z przełęczy U ztraceného, słabo widoczną, prosto biegnącą ścieżką o długości około 660 m. 

### Geologia
Pod względem geologicznym masyw góry Malé Bradlo należy do jednostki określanej jako kopuła Desny i zbudowany jest ze skał metamorficznych, głównie: blasto-mylonitów, gnejsów, fyllitów (muskowitów, biotytów), łupków łyszczykowych (granatu, chlorytoidu), amfibolitów, stromatytów, łupków zieleńcowych, kwarcytów oraz skał osadowych, głównie meta-zlepieńców i aleurytów.

### Wody
Grzbiet główny (grzebień) góry Pradziad, biegnący od przełęczy Skřítek do przełęczy Červenohorské sedlo oraz dalej do przełęczy Ramzovskiej (cz. Ramzovské sedlo) jest częścią granicy Wielkiego Europejskiego Działu Wodnego, dzielącej zlewiska Morza Bałtyckiego i Morza Czarnego . 
Szczyt wraz ze stokami góry Malé Bradlo położony jest na północny wschód od tej granicy, należy więc do zlewni Morza Bałtyckiego, do którego płyną wody m.in. z dorzecza rzeki Odry, będącej przedłużeniem płynących z tej części Wysokiego Jesionika górskich potoków (m.in. płynących w pobliżu góry potoków o nazwie Hraniční potok, Šumný potok czy Borový potok). Ze stoku zachodniego V Loučanském bierze swój początek potok o nazwie Loučný potok. Ponadto ze stoków bierze swój początek kilka, krótkich nienazwanych potoków, będących dopływami wspomnianych wcześniej potoków Šumný potok i Borový potok. W odległości około 570 m na północny zachód od szczytu (stok północno-zachodni), na wysokości 895 m n.p.m., blisko potoku Loučný potok występuje źródło oznaczone jako (cz. Studánka bez jména). Z uwagi na stosunkowo łagodne nachylenia stoków, w obrębie góry nie występują m.in. wodospady czy kaskady.

## Ochrona przyrody
Cała góra znajduje się w obrębie wydzielonego obszaru objętego ochroną o nazwie Obszar Chronionego Krajobrazu Jesioniki (cz. Chráněná krajinná oblast (CHKO) Jeseníky), a utworzonego w celu ochrony utworów skalnych, ziemnych i roślinnych oraz rzadkich gatunków zwierząt. Na stokach nie utworzono żadnych rezerwatów przyrody lub innych obiektów nazwanych pomnikami przyrody. Ponadto na obszarze góry nie wytyczono żadnych ścieżek dydaktycznych.

## Turystyka
Na górze Malé Bradlo nie ma żadnego schroniska turystycznego lub hotelu górskiego. Do najbliższej miejscowości Bělá pod Pradědem z bazą hoteli i pensjonatów jest od szczytu około 3,7 km w kierunku zachodnim, do osady Rejvíz z bazą pensjonatów około 8 km w kierunku północno-wschodnim oraz około 7 km w kierunku północno-zachodnim do miejscowości Jesionik z bazą hoteli i pensjonatów.  
Ponadto u podnóża stoku południowo-zachodniego, blisko płynącego potoku o nazwie Borový potok położona jest chata o nazwie Uhlířka, ale nie ma ona charakteru typowego schroniska turystycznego, a którą zalicza się do tzw. chat łowieckich.

### Szlaki turystyczne
Klub Czeskich Turystów (cz. Klub Českých Turistů) wytyczył w obrębie góry dwa szlaki turystyczne, przebiegające fragmentarycznie u podnóży stoków:
 Vrbno pod Pradědem – góra Pytlák – Kamzičí skála (2) – góra Medvědí vrch – góra Medvědí louka – dolina potoku Šumný potok – góra Velké Bradlo – Adolfovice
 Bělá pod Pradědem – góra Nad Borovým – góra Zaječí hora – góra Ztracený vrch – góra Lysý vrch – szczyt Klanke – góra Velký Klín – rezerwat przyrody Vysoký vodopád – wodospad Vysoký vodopád – góra Malý Děd – schronisko Švýcárna – dolina potoku Środkowa Opawa – Vidly – Bílý Potok – Hutě

### Szlaki rowerowe i trasy narciarskie
Przez stoki góry wyznaczono trzy szlaki rowerowe na trasach:
 Horní Lipová – góra Sněhulák – góra Strmý – góra Miroslav – przełęcz Sedlo pod Javoříkem – góra Javořík – góra Javořík–SV – góra Nad Bobrovníkem – Adolfovice – dolina potoku Šumný potok – góra Dlouhá hora – góra Srnčí vrch – Orlík–SZ – góra Velké Bradlo–Z – góra Velké Bradlo – Pod Velkým Bradlem
 U Vodárny – Kamenec (3) – góra Malé Bradlo – Spálená
 Spojená cesta – góra Zaječí hora – góra Nad Borovým – Bělá pod Pradědem – góra Žalostná – góra Šumný – przełęcz Sedlo pod Keprníkem – góra Šerák – Mračná hora – góra Černava – Ostružná – Petříkov
W okresach ośnieżenia wzdłuż czerwonego szlaku rowerowego  i niebieskiego szlaku turystycznego , przebiega trasa narciarstwa biegowego. W obrębie góry nie poprowadzono żadnej trasy narciarstwa zjazdowego.